# لیام گوردون (بازیکن فوتبال زاده۱۹۹۹)
لیام گوردون (انگلیسی: Liam Gordon؛ زادهٔ ۱۵ مهٔ ۱۹۹۹) بازیکن فوتبال اهل بریتانیا است.
از باشگاه‌هایی که در آن بازی کرده‌است می‌توان به باشگاه فوتبال داگنم و ردبریج اشاره کرد.
وی همچنین در تیم ملی فوتبال گویان بازی کرده‌است.